# Limantrins
Els limantrins (Lymantriinae) són una subfamília de lepidòpters ditrisis de la família dels erèbids (Erebidae) amb prop de 350 gèneres coneguts, i més de 2.500 espècies a tot el món, excepte l'Antàrtida. Estan particularment concentrats en l'Àfrica subsahariana, l'Índia, Sud-est asiàtic, Amèrica del Sud; s'estimen llistades 258 espècies només a Madagascar (Schaefer, 1989). A part d'illes oceàniques, els llocs notables per no albergar limantrins inclou Nova Zelanda, Antilles, Nova Caledònia (Schaefer, 1989).

## Descripció
Els adults d'aquesta subfamília no s'alimenten. Generalment tenen colors apagats (marrons i grisos), encara que alguns són de color blanc, i acostumen a ser molt peluts.
Algunes femelles no poden volar i altres han reduït les ales. Generalment, les femelles tenen un gran plomall al final de l'abdomen.
Els mascles tenen òrgans timpànics. En la seva majoria són nocturns, però Schaefer enumera 20 espècies diürnes confirmades i 20 espècies diürnes més probables (basat en la mida reduïda de l'ull).
Les larves també són peludes, sovint amb pèls agrupats en flocs; en moltes espècies els pèls es desprenen molt fàcilment i són extremadament irritants per a la pell (especialment els membres del gènere Euproctis). Aquesta defensa molt eficaç serveix l'espècie al llarg del seu cicle de vida. Els pèls s'incorporen al capoll. Les femelles adultes d'algunes espècies quan surten del capoll recullen i emmagatzemen els pèls a la punta de l'abdomen i els utilitzen per camuflar i protegir els ous a mesura que els van posant. En altres espècies, els ous estan coberts per una escuma que després s'endureix o es camufla amb material que la femella recull i enganxa a sobre. Les larves d'algunes espècies tenen els pèls agrupats en plomalls densos al llarg de la part posterior.
Diverses espècies són importants defoliadors d'arbres forestals, incloent Lymantria dispar, Orgyia pseudotsugata, i Lymantria monacha. Aquestes espècies tendeixen a alimentar-se de major diversitat de plantes nutrícies que la majoria dels lepidòpters. La majoria s'alimenten d'arbres i arbustos, però algunes ho fan de vinyes, herbes, gespa i líquens.

## Tribus
Diversos gèneres es classifiquen en cinc tribus, mentre que altres romanen no classificats (sedis incertae): 
- Lymantriini
- Orgyiini
- Nygmiini
- Leucomini
- Arctornithini
- Incertae sedis

## Sistemàtica
Estudis filogenètics recents han reclassificat la família antiga Lymantriidae com la subfamília Lymantriinae de la família recentment formada Erebidae. Els estudis van trobar que la família Lymantriidae formava un llinatge especialitzat dins Erebidae i és part d'un clade que inclou generes com Hermione, els aganaïns (Aganainae) i els arctins (Arctiinae). La reclassificació va afectar l'antiga família en la seva totalitat, si bé gran part del clade es va mantenir intacte.

## Exemples d'espècies
- Calliteara pudibunda
- Dasychira plagiata
- Eloria noyesi
- Euproctis chrysorrhoea
- Euproctis similis
- Gynaephora groenlandica
- Laelia striata
- Leucoma salicis
- Lymantria dispar
- Lymantria monacha
- Orgyia anartoides
- Orgyia antiqua
- Orgyia vetusta
- Orgyia leucostigma
- Orgyia pseudotsugata